# SN 2004ek
SN 2004ek – supernowa typu II odkryta 9 września 2004 roku w galaktyce M+05-03-75. W momencie odkrycia miała maksymalną jasność 17,10m.